# Războiul Polono-Suedez

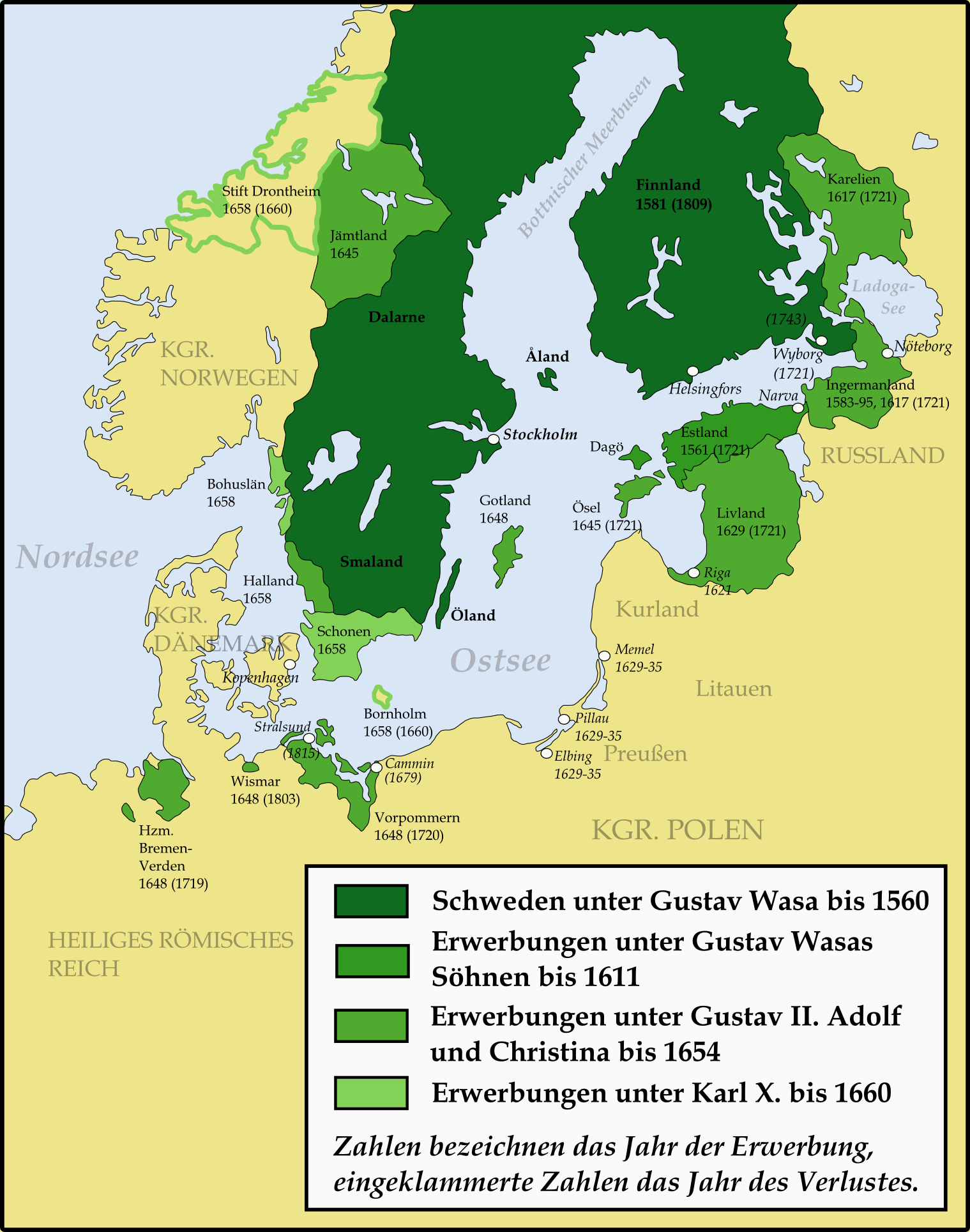
Expansiunea teritorială a Suediei între anii 1560 - 1660

Războiul Polono-Suedez a avut loc între anii 1600–1629 și a fost un conflict militar între regatul Poloniei și cel al Suediei. Cauza războiului a fost hegemonia în regiunea baltică, precum și pretențiile de succesiune la tron. Se consideră că acest conflict aparține de războaiele nordului și a durat peste 30 de ani. O parte din acest război a avut loc paralel cu războiul de treizeci de ani (1618–1648). Armistițiul de la 26 octombrie 1629 (Altmark), a fost încheiat pe șase ani. El garanta Suediei o parte din Livonia, orașul Riga și controlul asupra orașelor prusace Elbing, Memel, Fischhausen, Braunsberg și Frauenburg ca și în anii următori regiunea de ieșire la mare a Pomeraniei.